# 병사들이

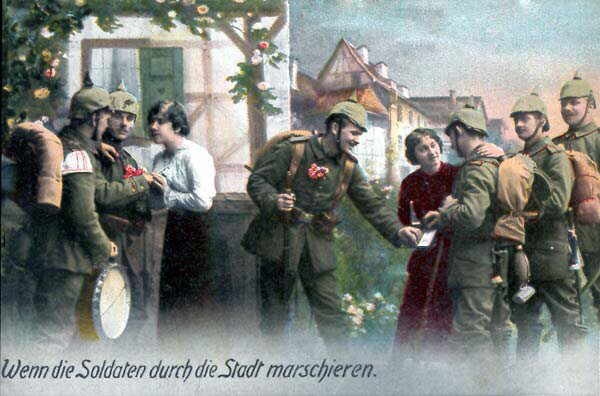

병사들이《(독일어: Wenn die Soldaten 벤 디 솔다텐[*]》는 독일의 민요 또는 군가이다.

## 간략한 역사
노래의 저자 이름의 역사는 알려지진 않았지만, 19세기 중반으로 1880년까지 이미 독일 남부에서 널리 알려져있었다.
20세기의 시작으로, 노래는 전국적으로 명성을 얻게된다.

### 2차대전당시
1931년 독일에서 영화«Wenn die Soldaten»이 발표됐다.
이를 계기로 나치당이 집권하는 동안 수많은 군인들이 이 노래를 부르게 된다.
이 군가는 제2차 세계 대전당시 다양한 공연자들에 의해 여러번 재탄생되었다, 하지만 가사에는 나치즘과 관련된 가사는 없었다.

## 독일어 가사
Wenn die Soldaten
Durch die Stadt marschieren,
Öffnen die Mädchen
Die Fenster und die Türen.
Ei warum? Ei darum!
Ei warum? Ei darum!
Ei bloß wegen dem
Schingderassa,
Bumderassasa!
Ei bloß wegen dem
Schingderassa,
Bumderassasa!
Zweifarben Tücher,
Schnauzbart und Sterne
Herzen und küssen
Die Mädchen so gerne.
Ei warum? Ei darum!
Ei warum? Ei darum!
Ei bloß wegen dem
Schingderassa,
Bumderassasa!
Ei bloß wegen dem
Schingderassa,
Bumderassasa!
Eine Flasche Rotwein
Und ein Stückchen Braten
Schenken die Mädchen
Ihren Soldaten.
Ei warum? Ei darum!
Ei warum? Ei darum!
Ei bloß wegen dem
Schingderassa,
Bumderassasa!
Ei bloß wegen dem
Schingderassa,
Bumderassasa!
Wenn im Felde blitzen
Bomben und Granaten,
Weinen die Mädchen
Um ihre Soldaten.
Ei warum? Ei darum!
Ei warum? Ei darum!
Ei bloß wegen dem
Schingderassa,
Bumderassasa!
Ei bloß wegen dem
Schingderassa,
Bumderassasa!
Kommen die Soldaten
Wieder in die Heimat,
Sind ihre Mädchen
Alle schon verheirat'.
Ei warum? Ei darum!
Ei warum? Ei darum!
Ei bloß wegen dem
Schingderassa,
Bumderassasa!
Ei bloß wegen dem
Schingderassa,
Bumderassasa!

## 한국어 번역
1절
병사들이 도시를 지나 행진하면
소녀들이 창문과 문을 여네.
아, 왜지? 아, 그 때문이지! 아, 왜지? 아, 그 때문이지!
단지 쿵짝짝, 쿵짝짝거리는 소리 때문에!
2절
두 가지 색의 천으로 짠 군복, 큰 콧수염과 계급장에
소녀들은 기꺼이 입맞추네.
아, 왜지? 아, 그 때문이지! 아, 왜지? 아, 그 때문이지!
단지 쿵짝짝, 쿵짝짝거리는 소리 때문에!
3절
적포도주 한 병과 구운 고기 한 조각을
소녀들이 그녀의 병사들에게 선물하네.
아, 왜지? 아, 그 때문이지! 아, 왜지? 아, 그 때문이지!
그저 쿵짝짝, 쿵짝짝거리는 소리 때문에!
4절
전장에서 폭탄과 수류탄이 번쩍거리면,
소녀들은 그녀의 병사들에게 눈물을 흘리네.
아, 왜지? 아, 그 때문이지! 아, 왜지? 아, 그 때문이지!
그저 쿵짝짝, 쿵짝짝거리는 소리 때문에!
5절
병사들이 고향으로 다시 돌아왔고
그들의 소녀들은 모두 이미 결혼하였네.
아, 왜지? 아, 그 때문이지! 아, 왜지? 아, 그 때문이지!
그저 쿵짝짝, 쿵짝짝거리는 소리 때문에!